# La caccia (programma televisivo)
La caccia (The Hunt) è un programma televisivo britannico di genere documentario naturalistico, prodotto dalla Silverback Films per la BBC e trasmesso per la prima volta nel Regno Unito su BBC One e BBC One HD dal 1º novembre al 13 dicembre 2015. È narrato in inglese da David Attenborough.

## Descrizione
Il programma esamina in dettaglio il rapporto tra i predatori e le loro prede. Piuttosto che concentrarsi su 'sangue e budella' della predazione, mette anche a fuoco in dettaglio le strategie che i predatori usano per catturare il loro cibo e quelle che le prede usano per sfuggire alla morte.
Ogni episodio ha sede in uno dei principali habitat del pianeta – ognuno dei quali presenta ai predatori e le loro prede delle sfide chiave. Il settimo episodio dà un nuovo sguardo allo stato del pianeta attraverso gli occhi dei predatori e gli scienziati e ambientalisti che si battono per proteggerli.

## Puntate
| Nº | Titolo italiano               | Titolo originale                     | Prima TV USA     |
| -- | ----------------------------- | ------------------------------------ | ---------------- |
| 1  | La sfida più difficile        | The Hardest Challenge                | 1º novembre 2015 |
| 2  | In preda alle stagioni        | In the Grip of the Seasons (Arctic)  | 8 novembre 2015  |
| 3  | Nascondino                    | Hide and Seek (Forests)              | 15 novembre 2015 |
| 4  | La fame nel mare              | Hunger at Sea (Oceans)               | 22 novembre 2015 |
| 5  | Nessun posto dove nascondersi | Nowhere to Hide (Plains)             | 29 novembre 2015 |
| 6  | Corsa contro il tempo         | Race Against Time (Coasts)           | 6 dicembre 2015  |
| 7  | Vivere con i predatori        | Living with Predators (Conservation) | 13 dicembre 2015 |

## Trasmissione internazionale
La serie è stata trasmessa a livello internazionale perlopiù su BBC Earth, tuttavia vi sono alcune eccezioni per determinati paesi.
In Australia è stata trasmessa dal 3 febbraio 2016 su Nine Network. In Estonia è stata trasmessa ogni sabato dal 27 febbraio al 9 aprile 2016 su ETV col titolo Jaht. In Giappone la serie è andata in onda dal 3 al 5 maggio 2016 nei blocchi di programmazione mensile BBC Earth su WOWOW, narrata in giapponese da Katsumi Chō. In Irlanda è stata trasmessa dal 5 giugno 2016 su RTÉ One e RTÉ One HD. Negli Stati Uniti viene trasmessa ogni domenica su BBC America dal 3 luglio 2016. Una versione ridotta delle puntate in italiano, narrate da Valerio Sacco, fu trasmessa in apertura del programma Superquark su Rai 1 e Rai HD, ogni mercoledì dal 13 luglio al 30 agosto 2016. La versione integrale fu trasmessa nel corso delle prime due edizioni del programma Superquark natura nel 2018 e nel 2019 (la prima edizione fu infatti sospesa anzitempo), tuttavia fu omesso l'ultimo episodio. Il 13 aprile 2020 l'intero programma, stavolta narrato da Gino La Monica, fu caricato su Dplay.